# فارذنغ (عملة إنجليزية)

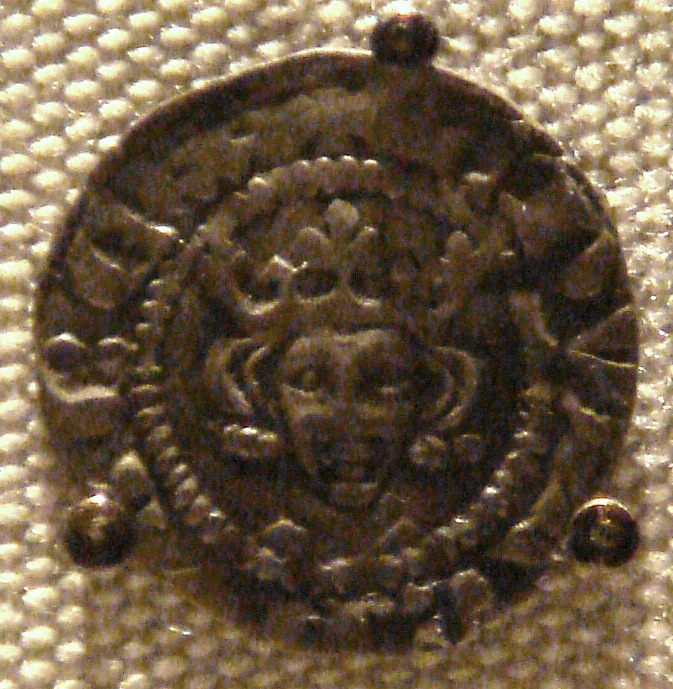
فارذنغ إدوارد الأول

الفارذنغ الإنجليزي (المشتق من الفارذنغ الأنجلو ساكسوني، وهو ربع أو جزء رابع) عملة معدنية لمملكة إنجلترا بقيمة1⁄41⁄960 جنيه إسترليني. حتى القرن الثالث عشر، كانت الفارذنغ عبارة عن قطع من البنسات تُقطع إلى أرباع لصنع الباقي. سك أول عملة معدنية إنجليزية من فئة الفارذنغ في القرن الثالث عشر، واستمر سكها حتى أوائل القرن الثامن عشر، عندما اندمجت إنجلترا في مملكة بريطانيا العظمى في عام 1707.
كانت العملات المعدنية المبكرة مصنوعة من الفضة. صدرت أول عملات نحاسية في عهد جيمس الأول، الذي أعطى ترخيصًا لسكها إلى جون هارينجتون، البارون الأول هارينجتون من إكستون. استمرت التراخيص في التمديد حتى بعد الكومنولث، عندما استأنفت دار سك العملة الملكية الإنتاج في عام 1672. في أواخر القرن السابع عشر، سكت العملات المعدنية من القصدير أيضًا.

## الفارذنغ المبكر

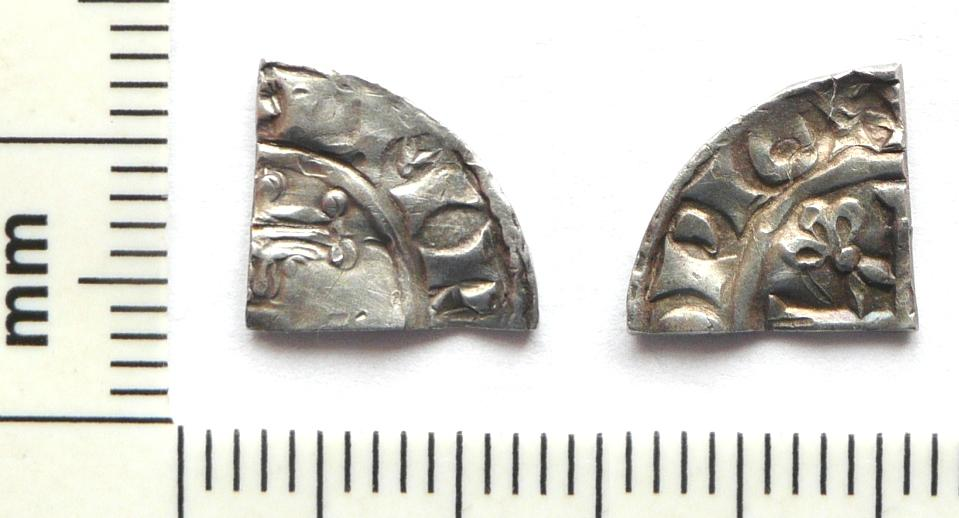
قطعة نقدية مقطوعة من عملة ويليام الفاتح

قبل القرن 13، كان البنس الفضي هو العملة المعدنية الوحيدة التي سكت في إنجلترا. كان يُسمح لأصحاب النقود بتقطيع البنسات إلى نصفين وأرباع لعمل الباقي، مما أدى إلى صنع أنصاف البنسات والفلس. حُظرت قطع البنسات في عام 1279، ولكن الممارسة استمرت لسنوات عديدة.
تشير سجلات براءات الاختراع من عهد هنري الثالث إلى أن قوالب إنتاج عملات نصف البنس والفارذنغ الفضية صدرت لتجار لندن في مناسبتين في عام 1222. تحمل العملات المعدنية تصميم الصليب القصير، الذي كان يستخدم على البنسات منذ عهد هنري الثاني. يظهر الوجه ملكًا يحمل صولجانًا، مع نقش HENRIREX ("الملك هنري")، بينما يظهر الوجه الخلفي صليبًا صغيرًا بثلاث كرات في كل ربع ونقش [NAME] ON LUND ("[اسم صراف لندن"). يتكهن نورث بأن الإصدار كان قصير المدة؛ اعتبارًا من عام 2001، لم يُعرف سوى خمسة أمثلة من عملات هنري الثالث الفضية.
باعتبارها أصغر فئة، نادرًا ما يخزن الفرذنغ الفضي.

## عملات الفارذنغ الفضية (1279–1553)

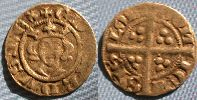
إدوارد الأول فارذنغ لندن 1279

ظهرت أول عملات الفارذنغ الفضية في عهد إدوارد الأول في أغسطس 1279، بعد أن حظرت محكمته قطع البنسات لصنع الفارذنغ ونصف البنس. كان متوسط وزن العملات المعدنية 0.45 غرامًا وتصنيعها عن طريق خلط الفضة الإسترلينية بشكل إضافي لخفض نقاء المعدن إلى 75٪. في ديسمبر 1280، استبدلت العملات المعدنية المخلوطة بقطع نقدية من الفضة الإسترلينية بمتوسط وزن 0.35 غرام. كانت العملات المعدنية تزن أقل قليلاً من1⁄4 بنس لتغطية العمل الإضافي المبذول في إنتاج ما يعادل بنسًا واحدًا من الفارذنغ. يُعتقد[مِمَن؟]
```
كُبرت العملات المعدنية من أجل تسهيل ضربها والتعامل معها، ولكن العملات المعدنية ذات الدقة المنخفضة لم تكن شائعة أبدًا في إنجلترا وكان السكان يفضلون إزعاج العملة المعدنية الأصغر ذات المحتوى الفضي الأعلى.
```

تظهر السجلات المعاصرة أنه انتج أكثر من أربعة ملايين فارذنغ في عهد إدوارد الأول، ولكن القليل منها نجا نسبيًا. كانت دار سك العملة الأكثر إنتاجًا على الإطلاق هي لندن، والتي حددت على ظهر العملة بـ LONDONIENSIS أو CIVITAS LONDON أو نادرًا جدًا LONDRIENSIS، ولكن إنتاجها أيضًا في بيريك (VILLA BEREVVICI)، بريستول (VILLA BRISTOLLIE)، لينكولن (CIVITAS LINCOL)، نيوكاسل (NOVICASTRI)، ويورك (CIVITAS EBORACI)، ولكن معظم إنتاج دور سك العملة الإقليمية نادر اليوم. كانت عملات إدوارد من فئة الفارذنغ ذات شكل الصليب الطويل في الخلف، وكان النقش المعتاد على الوجه الأمامي هو EDWARDUS REX (الملك إدوارد)، أو في بعض الأحيان ER ANGLIE (إدوارد ملك إنجلترا)، ومرة ER ANGL DN (إدوارد ملك إنجلترا اللورد (أيرلندا)).
كان هناك اثنان فقط من دور سك العملة، لندن وبيرويك، أنتجتا عملات الفارذنغ في عهد الملك إدوارد الثاني (1307-1327)، ويُصنف إنتاجهما على أنه "نادر" و"نادر للغاية" على التوالي. إنها تشبه إلى حد كبير عملات والده، وفي الواقع فإن الجمع بين ندرتها وحالتها السيئة يعني أنه لم يجرى الكثير من الأبحاث حول عملات الفارذنغ في هذا العهد، على الرغم من أنه يبدو أنه خلال معظم عهد إدوارد الأول استمر إنتاج الفارذنغ من حين لآخر.
على الرغم من أن عملات إدوارد الثالث (1327-1377) تشبه إلى حد كبير عملات أسلافه، فمن السهل التمييز بينها إلى حد ما، حيث كان النقش الأكثر شيوعًا على الوجه هو EDWARDUS REX A (إدوارد ملك إنجلترا). أنتجت ثلاث دور سك عملات ربع دولار في هذا العهد: لندن هي الأكثر إنتاجًا، وبيرويك هي النادرة، وثلاثة أمثلة فقط معروفة من إنتاج دار سك العملة في ريدينغ (فيلا رادينجي). تظل عملات إدوارد الثالث نادرة إلى حد ما. على الرغم من أن درجة نقاء الفضة العادية المستخدمة في هذا الوقت كانت 0.925 (أي الفضة الإسترليني)، أنتجت دار سك العملة في لندن العملة الثانية من عام 1335 إلى عام 1343 قطعًا أكبر من الفضة من 0.833.
تعتبر تماثيل الملك ريتشارد الثاني (1377–1399) نادرة في أي حالة. سُكت جميعها في دار سك العملة في لندن وتحمل النقش RICARD REX ANGL (ريتشارد ملك إنجلترا).
أصدر هنري الرابع الفارذنغ في كل من العملات "الثقيلة" (قبل عام 1412) و"الخفيفة" (1412-1413) (أخف بنسبة 20%)، وعلى الرغم من السماح بانتشار التقليم، فمن الصعب للغاية التمييز بين العملتين المعدنيتين في حجم الفارذنغ. كلا الإصدارين نادران ويحملان النقش على الوجه الأمامي HENRIC REX ANGL والنقش على الوجه الخلفي CIVITAS LONDON، على الرغم من أنه يظهر على العملة المعدنية الخفيفة باسم CIVITAS LOIDOI.
يمكن تمييز إصدار واحد من عملات الفارذنغ لهنري الخامس (1413-1422) عن تلك التي أصدرها والده لأن تمثاله يظهر رقبته، ولكن من الصعب تمييزه عن تلك التي أصدرها هنري السادس في عهده الأول (1422-1461). انتجت عملات الفارذنغ الخاصة بهنري الخامس وهنري السادس في لندن وكاليه (VILLA CALIS)، على الرغم من أن عملات الفارذنغ الخاصة بهنري الخامس في كاليه نادرة للغاية.
تميز العهد الأول للملك إدوارد الرابع (1461-1470) بعملة ثقيلة (قبل عام 1464)، تحمل نقشًا على الوجه الأمامي EDWARD REX ANGLI، وعملة خفيفة تحمل نقشًا على الوجه الآخر EDWARD DI GRA REX، لكنها جميعًا نادرة للغاية ولا يمكن استخدام الوزن للتمييز بين الإصدارين بسبب التآكل، القص، وما إلى ذلك.
لم يُنتج أي فارذنغ خلال العهدين الثاني لهنري السادس وإدوارد الرابع، أو خلال العهد القصير لإدوارد الخامس.
سُك نوع نادر للغاية من العملات المعدنية في عهد ريتشارد الثالث (1483-1485). النقش الموجود على وجه العملة حول تمثال الملك هي RICAR DI GRA REX.
لم يصدر سوى نوع واحد نادر للغاية من الفارذنغ في عهد الملك هنري السابع (1485-1509)، وسك في دار سك العملة في لندن. تحتوي على نقش فريد من نوعه HENRIC DI GRA REX حول تمثال الملك لتمييزها عن عملات هنري السابقة.
أصدر الملك هنري الثامن (1509-1547) عملات معدنية من فئة الفارذنغ في دار سك العملة في لندن، في كل من عملاته الثلاث، على الرغم من أنها كلها نادرة للغاية. الوجه الأمامي للعملة الأولى (1509-1526) يحمل نقش HENRIC DI GRA REX حول بوابة حديدية؛ في حين أن العملة الثانية (1526-1544) تحمل نقش RUTILANS ROSA-وردة مبهرة - حول البوابة الحديدة، يحمل الوجه الخلفي نقش DEO GRACIAS حول صليب طويل. كما سك الفرذنغ من العملة المعدنية الثانية في كانتربري (التي تميزها علامة عجلة كاثرين). انتجت العملة الثالثة (1544-1547) من الفضة الأساسية وتحمل االنقش h DG RUTIL ROSA حول وردة، والنقش العكسية DEO GRACIAS حول صليب طويل مع كرة واحدة في كل ربع.
أصدر الملك إدوارد السادس (1547-1553) فارذنغ فضي أساسي يحمل النقش EDG ROSA SINE SPI حول الباب الحديدي على الوجه. وهذه العملة أيضًا نادرة للغاية.
لم ينتج أي فارذنغ في عهد الملكة ماري، فيليب، وماري، أو الملكة إليزابيث الأولى، يرجع ذلك أساسًا إلى أن الفارذنغ الفضي أصبح صغيرًا جدًا بحيث لا يمكن ضربه، بعد التخفيضات المتتالية في وزن الفضة في العملة، وأصبح من السهل جدًا فقده.

## عملات الفارذنغ الملكية (1613–1643)
ادخلت العملة النحاسية في عهد الملك جيمس الأول (1603-1625). من خلال تجربته السابقة كملك لاسكتلندا، أدرك جيمس أن العملات النحاسية ذات الفئات الصغيرة ستكون مقبولة، كانت قيد الاستخدام في اسكتلندا وعلى البر الرئيسي الأوروبي لبعض الوقت. مع ذلك، يبدو أن الإنجليز كانوا مهووسين بالذهب والفضة، كانوا يشترطون أن تكون العملات المعدنية ذات قيمة مناسبة من المعدن. قرر جيمس عدم إنتاج العملات النحاسية بواسطة دار سك العملة الملكية، بل وضع إنتاج الفارذنغ في أيدي جون هارينجتون، البارون الأول هارينجتون من إكستون.

### عائلة هارينغتون
فرضت رسوم باهظة على هارينغتون مقابل امتياز سك العملات المعدنية، لكنه حقق أيضًا ربحًا جيدًا من الصفقة. على عكس العملات المعدنية الأكبر حجمًا، لم تكن قيمة الفارذنغ تحتوي على المعدن. توفي في عام 1613 وانتقل حق إنتاج الفارذنغ إلى ابنه، الذي توفي أيضًا بعد بضعة أشهر، ثم عاد إلى زوجة هارينغتون آن.
كانت إصدارات هارينغتون في الأصل ذات سطح من القصدير مما جعل عملية التزوير أكثر صعوبة وجعل العملات المعدنية تبدو أكثر شبهاً بالفضة بالتالي أكثر قبولاً. انتجت العملات المعدنية على قطع فارغة يبلغ قطرها 12.25 ملم. يظهر الوجه صولجانين من خلال التاج، والنقش IACO DG MAG BRIT— جيمس، بنعمة الله، من بريطانيا العظمى— بينما يظهر الوجه الخلفي قيثارة متوجة والنقش المستمر FRA ET HIB REX— فرنسا وأيرلندا، الملك.

### لينوكس
باعت او منحت السيدة هارينغتون امتياز سك العملات المعدنية إلى لودوفيك ستيوارت، دوق لينوكس الثاني. قضايا لينوكس أكبر من قضايا هارينغتون. انتجت جميع إصدارات لينوكس على قطع فارغة قطرها 15 ملم، بدون سطح من الصفيح. يمكن تمييزها عن عائلة هارينغتون من خلال النظر إلى النقش الموجود على الوجه الأمامي — يبدأ النقش على عائلة لينوكس في الجزء العلوي أو السفلي من العملة المعدنية، بينما على عائلة هارينغتون يبدأ النقش قبل الجزء العلوي من العملة المعدنية.

### ريتشموندز
استمر إنتاج الفارذنغ في عهد تشارلز الأول (1625-1649)، بموجب ترخيص الملك. أصبح دوق لينوكس في عام 1623 أيضًا دوق ريتشموند، لكنه توفي بعد بضعة أشهر. انتقلت براءة اختراع الفارذنغ إلى أرملته، فرانسيس ستيوارت، دوقة لينوكس، والسير فرانسيس كرين. بناءً على ذلك، فإن الإصدارات الأولى من تشارلز الأول تسمى ريتشموندز. يظهر الوجه صولجانين من خلال التاج، والنقش CARO DG MAG BRIT — تشارلز، بنعمة الله، من بريطانيا العظمى — بينما يظهر الوجه الخلفي قيثارة متوجة والنقش المستمر FRA ET HIB REX — فرنسا وأيرلندا، الملك.

### مالترافيرز
صدرت في عام 1634، براءة اختراع أخرى لعملة الفارذنغ، إلى هنري هوارد، اللورد مالترافيرز، والسير فرانسيس كرين، كانت إصداراتهم تُعرف باسم مالترافيرز. يظهر الوجه صولجانين من خلال التاج، والنقش CAROLVS DG MAG BR — تشارلز، بنعمة الله، من بريطانيا العظمى— بينما يظهر الوجه الخلفي قيثارة متوجة والنقش المستمر FRAN ET HIB REX — فرنسا وأيرلندا، الملك. تحتوي هذه القضايا على دوائر داخلية على جانبي العملة، بين النقش وعناصر التصميم. خلال هذه الفترة كانت هناك أعداد هائلة من العملات المزورة المتداولة وأصبح الوضع غير مقبول حيث شعر الفقراء بالخداع والمعاملة غير العادلة من قِبل السلطات.

### فارذنغ الورد
نتيجة لذلك، طُلب من اللورد مالترافيرز تقديم فئة نمطية جديدة أطلق عليها اسم فارذنغ الورد— كانت أصغر حجمًا وأكثر سمكًا من مالترافيرز، لكن التطور الثوري في المعدن وبنية العملة؛ معظم العملة من النحاس، ولكن ادخل "سدادة" صغيرة من النحاس الأصفر في جزء من العملة. وهذا جعل الفارذنغ الوردي مثالًا مبكرًا للعملة ثنائية المعدن كان من المستحيل تقريبًا تزويره، سرعان ما انتهى إنتاج التزوير. يظهر الوجه صولجانين من خلال التاج، والنقش CAROLVS DG MAG BRIT— تشارلز، بنعمة الله، من بريطانيا العظمى — بينما يظهر الوجه الخلفي وردة مزدوجة والنقش المستمر FRAN ET HIB REX — فرنسا وأيرلندا، الملك. تحتوي هذه القضايا على دوائر داخلية على جانبي العملة، بين النقش وعناصر التصميم.

### عملات الكومنولث الرمزية
في ظل الكومنولث الإنجليزي، لم تصدر الحكومة أي فارذنغ، على الرغم من إنتاج فارذنغ منقوشة. صدرت كميات هائلة من الرموز الخاصة في هذه الفترة من قِبل التجار الصغار أو المدن لتلبية الطلب.

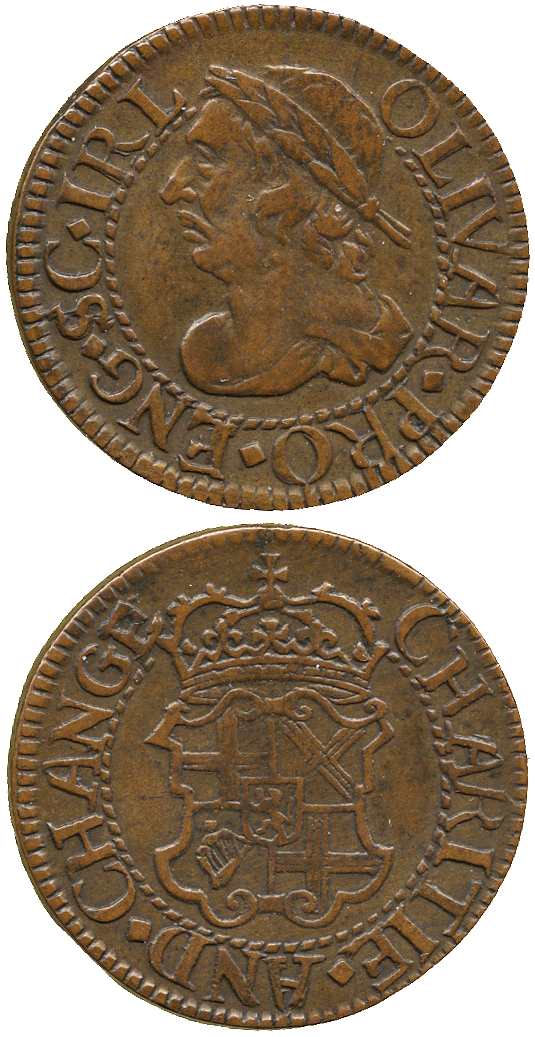
فارذنغ بنمط الكومنولث

## عملات فارذنغ من النحاس والقصدير (1672-1700)
في السنوات الأولى من حكم الملك تشارلز الثاني (1660-1685) كانت هناك حاجة واضحة لعملات معدنية منخفضة القيمة لتمويل المشتريات اليومية، هو ما شهدناه من خلال العدد الكبير من عملات الفارذنغ المتداولة في 1660. لم تكن دار سك العملة جاهزة لإنتاج العملات النحاسية باستخدام آلات الضغط الجديدة حتى عام 1672، عندما أصدر الملك مرسومًا في أغسطس 1672 يقضي بإصدار عملات نصف بنسات ونصف فارذنغ، وأن قيمتها الاسمية ستكون مساوية لقيمة المعدن مطروحًا منها تكلفة إنتاجها. كانت العملات المعدنية الجديدة قانونية بقيمة إجمالية تصل إلى ستة بنسات، تصور بريطانيا (التي صممتها دوقة ريتشموند) على الوجه الخلفي. سرعان ما اكتشف أن دار سك العملة غير قادرة على إنتاج قطع النحاس اللازمة للعملات الجديدة، استيرادها في النهاية من السويد.
انتج الفارذنغ النحاسي في عامي 1672، 1675، و1679، وكان وزنه يتراوح بين 5.2 و6.4 غرام، وقطره يتراوح بين 22 و23 ملم. كان الوجه الأمامي يحمل تمثال نصفي للملك متجهًا إلى اليسار، مع نقش CAROLVS A CAROLO— تشارلز، ابن تشارلز— بينما كان الوجه الخلفي يظهر بريتانيا جالسة متجهة إلى اليسار، مع نقش BRITANNIA والتاريخ في الإطار أسفل بريتانيا.
في عامي 1684 و1685، انتجت عملات معدنية صغيرة مصنوعة من القصدير مع سدادة نحاسية مركزية صغيرة – كان وزنها يتراوح بين 5.4 و6.0 غرام، وقطرها يتراوح بين 23 و24 مليمترًا، تحمل نفس النقوش الموجودة على الفارذنغ النحاسي. انتج عدد قليل جدًا من عملات 1685 فارذنغ لأن الملك توفي في 8 فبراير 1684، وفقًا للتقويم القديم (أي 18 فبراير 1685 في التقويم "الجديد" الذي اعتمدته الإمبراطورية البريطانية في عام 1752؛ وفقًا للتقويم القديم، يتبع 24 مارس 1684 يوم 25 مارس 1685، وهو يوم رأس السنة الجديدة). كان على العملات المعدنية نقش NVMMORVM FAMVLVS – عملة فرعية – بالإضافة إلى التأريخ الموجود على الحافة وليس على الجانب الخلفي.
في عهد الملك جيمس الثاني، استمر إنتاج العملات المعدنية المصنوعة من القصدير والمغطاة بالنحاس، مع وجود أمثلة مؤرخة في جميع السنوات بين عامي 1684 و1687. يحمل الوجه الأمامي تمثال نصفي للملك متجهًا إلى اليمين، مع نقش IACOBVS SECVNDVS – جيمس الثاني— بينما أظهر الوجه الخلفي بريتانيا جالسة متجهة إلى اليسار، مع نقش BRITANNIA ، نقش NVMMORVM FAMVLVS والتأريخ على حافة العملة.
استمر إنتاج عملات القصدير المعدنية خلال السنوات القليلة الأولى من الحكم المشترك لويليام الثالث وماري الثانية، يرجع تاريخها إلى الفترة من 1689 إلى 1692، ولكن العملات المعدنية أصبحت غير شعبية بسرعة حيث أصبحت مشاكل تآكل القصدير واضحة. في عامي 1693 و1694 انتج الفارذنغ النحاسي مرة أخرى، يتراوح وزنه بين 4.7 و6.2 غرام وقطره يتراوح بين 22 و25 ملم. في كلا الإصدارين، يظهر الوجه الأمامي الرؤوس المتصلة للملكين المشاركين، مع النقش GVLIELMVS ET MARIA.
بعد وفاة الملكة ماري عام 1694، استمر إنتاج العملات المعدنية بموجب نفس العقد كما كان من قبل، حيث انتجت عملات الملك ويليام الثالث لجميع السنوات بين عامي 1695 و1700. ومع ذلك، سرعان ما أصبح واضحًا أن الشركات المصنعة كانت تقتصد في النفقات – استخدم العمالة الرخيصة، بما في ذلك الأجانب، وبعضهم لم يكن يستطيع كتابة اسم الملك الذي كانوا ينقشونه على القوالب. بحلول عام 1698 كان هناك وفرة في العملات النحاسية، وأُقر قانون لوقف سك العملات لمدة عام واحد؛ ويبدو أن هذا القانون لم يكن له تأثير كبير واستمر انتشار العملات النحاسية. كانت هناك محاولات برلمانية أخرى للسيطرة على فائض العملات في وقت لاحق.